# Jacques Brel
Jacques Romain Georges Brel, belgijsko skladatelj, šansonjer in igralec, * 8. april 1929, Schaarbeek (bruseljska četrt), † 9. oktober 1978, Bobigny, Pariz (Francija).

## Življenjepis
Prvi velik glasbeni uspeh je dosegel leta 1956 s pesmijo Quand on n'a que l'amour in s turnejo po Evropi. Istega leta je tudi nastopil s tedaj že slavnima šansonjerjema Mauricom Chevalierjem in Michelom Legrandom. V Brelovih pesmih se javlja smisel za samoniklo metaforiko, prepleteno z romantično-lirično temačnostjo in ironijo.
Brel je bil 20 let v vrhu francoske šansonjerske scene, leta 1973 pa se je umaknil na Francosko Polinezijo. Leta 1977 se je za kratek čas vrnil v Pariz in posnel svoj zadnji album. Umrl je za pljučnim rakom, pokopan pa je na otoku Hiva Oa, drugem največjem med Markeškimi otoki, blizu groba Paula Gauguina.

### Prevodi
Angleške prevode njegovih pesmi so posneli David Bowie, Scott Walker, The Divine Comedy, Terry Jacks, Alex Harvey, Jack Lukeman, Marc Almond, Momus, Neil Diamond, The Paper Chase, Tom Robinson, Judy Collins, Frank Sinatra, Dusty Springfield in The Dresden Dolls. Marlene Dietrich je posnela pesem »Ne Me Quitte Pas« v nemščini (Bitte geh nicht fort). Nina Simone je posnela »Ne Me Quitte Pas« v francoščini.
Številne Brelove šansone sta v slovenščino prevedla Jure Ivanušič in Brane Završan.

## Najslavnejši šansoni
- Quand on n'a que l'amour
- La valse à mille temps
- Le plat pays
- Amsterdam
- Marieke
- Ne me quitte pas (Ne zapusti me)
- Le Bourgeois
- Les Flamandes

## Galerija
- Brel leta 1971
- Brelov spomenik v Bruslju.
- Metro postaja Jacques Brel.